# Jasmin Hukić
Jasmin Hukić (ur. 15 sierpnia 1979 w Tuzli) – bośniacki koszykarz, występujący na pozycji niskiego skrzydłowego.
Występował w Union Olimpiji Lublana, pełnił też funkcję kapitana reprezentacji Bośni i Hercegowiny. Gra na pozycji niskiego skrzydłowego.
Sezon 2006/2007 spędził w drużynie mistrza Polski Prokomie Treflu Sopot. Od sezonu 2007/08 reprezentuje barwy słoweńskiej drużyny, w której jest jedną z głównych postaci.
| Kariera   | Kariera                | Średnio na mecz (liga) | Średnio na mecz (liga) | Średnio na mecz (liga) |
| Sezon     | Klub                   | pkt                    | zb                     | as                     |
| --------- | ---------------------- | ---------------------- | ---------------------- | ---------------------- |
| 1996-2001 | Sloboda Dita Tuzla     | b.d.                   | b.d.                   | b.d.                   |
| 2001/02   | Olimpija Lublana       | b.d.                   | b.d.                   | b.d.                   |
| 2002/03   | Olimpija Lublana       | 9,6                    | 3,0                    | 0,9                    |
| 2003/04   | Hapoel Tel Awiw        | b.d.                   | b.d.                   | b.d.                   |
| 2004/05   | Hemofarm Vršac         | 9,6                    | 2,6                    | 1,6                    |
| 2005/06   | Ural Great Perm        | 8,2                    | 4,1                    | 1,6                    |
| 2006/07   | Prokom Trefl Sopot     | 7,8                    | 2,8                    | 1,0                    |
| 2007/08   | Union Olimpija Lublana | 11,4                   | 3,4                    | 0,9                    |

| Rekordy PLK | Rekordy PLK | Rekordy PLK      | Rekordy PLK                 |
|             | liczba      | data             | przeciwnik                  |
| ----------- | ----------- | ---------------- | --------------------------- |
| Punkty      | 16          | 5 listopada 2006 | Stal Ostrów                 |
| Punkty      | 16          | 4 lutego 2007    | Polonia SPEC Warszawa       |
| Zbiórki     | 8           | 29 marca 2007    | Czarni Słupsk               |
| Asysty      | 5           | 15 kwietnia 2007 | Polpharma Starogard Gdański |